# Пихта
Пи́хта (лат. Abies) — род вечнозелёных лесообразующих голосеменных растений семейства Сосновые (Pinaceae). Характерная особенность пихт — шишки у них, как и у настоящих кедров, в отличие от большинства других хвойных семейства сосновых, растут вверх и распадаются ещё на деревьях, оставляя после себя лишь торчащие стержни, а хвоя плоская.

## Этимология названия
А. Г. Преображенский в своём словаре сообщает, что «пи́хта — дерево Abies sibirica; пихтовый; диал. сиб. пихта́рь — пихтовый лес. Заимствовано из нем. Fichte „ель“, также „сосна“, „пихта“; заимствование народное». Ранее такую же мысль высказал чешский языковед Антонин Маценауэр «пихта — русск. Pinus picea „ель“, „сосна“ из нем. Fichte». М. Фасмер придерживается того же мнения, ссылаясь на А. Преображенского и А. Маценауэра
В. А. Меркулова предложила иную версию происхождения слова «пихта». Её мнение сводится к тому, что русские могли заимствовать слово pihk, pihku в значении «большой густой лес» или «сосняк», «сосна» из западно-финских языков. В олонецких и архангельских говорах лексема пихта встречается в значении «мелкая еловая заросль» и «бор» и могла быть легко перенесена на название хвойного дерева. Ср. в финских языках pihk — большой густой лес, pihku — сосна, pihka — смола. В последнем примере pihka (где -ka воспринимается как суффикс уменьшительности, то есть пивка «мелкий частый молодой лесок», «густой мелкий лес») из фин. pihka.

## Ботаническое описание
Пирамидальные деревья, несущие кольчато расположенные горизонтальные ветви. Пихта имеет прямые высокие стволы высотой до 60-80 метров и диаметром до 3,5 метров. Листья игольчатые (хвоя), плоские, у основания суженные в короткий черешок, цельнокрайные, снизу с двумя белыми полосками, сохраняющиеся в течение нескольких лет, на ветвях обыкновенно расправленные гребенчато вследствие изгибания черешков на две стороны. Хвоя многолетняя, расположена на побегах спирально. Почки почти шарообразные, тупые или конусовидные, тупо-приострённые.
Для древесины пихт характерно отсутствие смоляных ходов и построение сердцевинных лучей только из равномерно утолщённых продольных паренхимных клеток с простыми порами. Смоляные ходы сосредоточены в коре и образуют в местах их переплетения смоляные желваки. Кора гладкая серая; у старых деревьев — трещиноватая. Благодаря глубокой стержневой корневой системе пихта ветроустойчива.
Мужские стробилы в виде серёжек, составленных из многих шишек, несущих снизу два пыльцевых мешочка, раскрывающихся поперечной щелью. Женские стробилы в виде прямостоячих шишек, на стержне которых сидят кроющие чешуи, более узкие, но более длинные, чем находящиеся внутри от них семенные, или плодовые, чешуи; последние несут две семяпочки. Опыление производится ветром.
Ко времени созревания семян, происходящего уже в год опыления, чешуи деревенеют, а после созревания отпадают, так что на дереве от шишки остаётся лишь стержень. Семена яйцевидные или клиновидные, с плёнчатым асимметричным крылом, зародыш с несколькими семядолями. Шишка у пихты, в отличие от большинства других хвойных, растёт вверх; эта особенность характерна также для настоящих кедров.
Живёт 150–200 лет. На пихте развивается вид жуков-златок Anthaxia helvetica.

## Распространение
Общая площадь пихтовых лесов около 18 млн га. Пихты распространены в умеренных (таёжных и подтаёжных (хвойно-широколиственных), а также в горных и предгорных, в отдельных случаях даже в равнинных районах (на некоторых возвышенностях, в частности, в Нормандии) за пределами таёжной и подтаёжной зон, далеко к югу от них (например, пихта белая в Западной и Центральной Европе), субтропических и тропических областях Северного полушария, включая Мексику, Гватемалу (где растут в основном, пихта священная и пихта гватемальская, в Мексике также встречаются и некоторые другие виды пихт), Гондурас и Сальвадор (пихта гватемальская), а также крайнюю северо-западную часть Вьетнама (пихта Делявея). На севере заходят за Полярный круг (пихта сибирская в низовьях Енисея — единственное заполярное местонахождение границы ареала рода Abies, самая северная оконечность которой расположена, по более ранним данным, в районе 67° с. ш., по более поздним — у 69° с. ш.), а на юг распространяются ниже 14° с. ш. (пихта гватемальская). В зависимости от географических и климатических особенностей местообитаний, растут почти от уровня моря (умеренные широты, например, пихта бальзамическая) до 3500–4000 м над уровнем моря, а иногда и несколько выше (субтропики и тропики, например, пихта чешуйчатая, пихта замечательная, пихта Делявея, пихта священная и пихта гватемальская). Наиболее богатые видами области: Тихоокеанское побережье Азии и Северной Америки. На территории Российской Федерации известно 7 видов: сибирская (Abies sibirica), кавказская, или пихта Нордмана (Abies nordmanniana), сахалинская (Abies sachalinensis), пихта Майра (Abies mayriana), почкочешуйная (Abies nephrolepis), цельнолистная (Abies holophylla), грациозная (Abies gracilis). В отличие от нетребовательных к теплу лиственниц и елей, пихты — теплолюбивые деревья, и большинство их видов тяготеет в своём естественном распространении к среднеширотным и южным областям Северного полушария с мягким климатом. Очень многие виды отличаются невысокой морозостойкостью, а иные почти совсем неморозостойки, как, например, пихта гватемальская и пихта священная. Морозостойкими являются в основном пихты, распространённые в таёжной зоне Северного полушария, но и они значительно уступают в морозостойкости лиственницам и елям Севера, которые широко распространены в более суровых областях не только тайги, но и лесотундры. Кроме того, пихты требовательны к плодородию почвы и влажностному режиму местообитаний. Исключительно теневыносливы во всех возрастах и нередко весьма тенелюбивы в молодом.

## Значение и применение

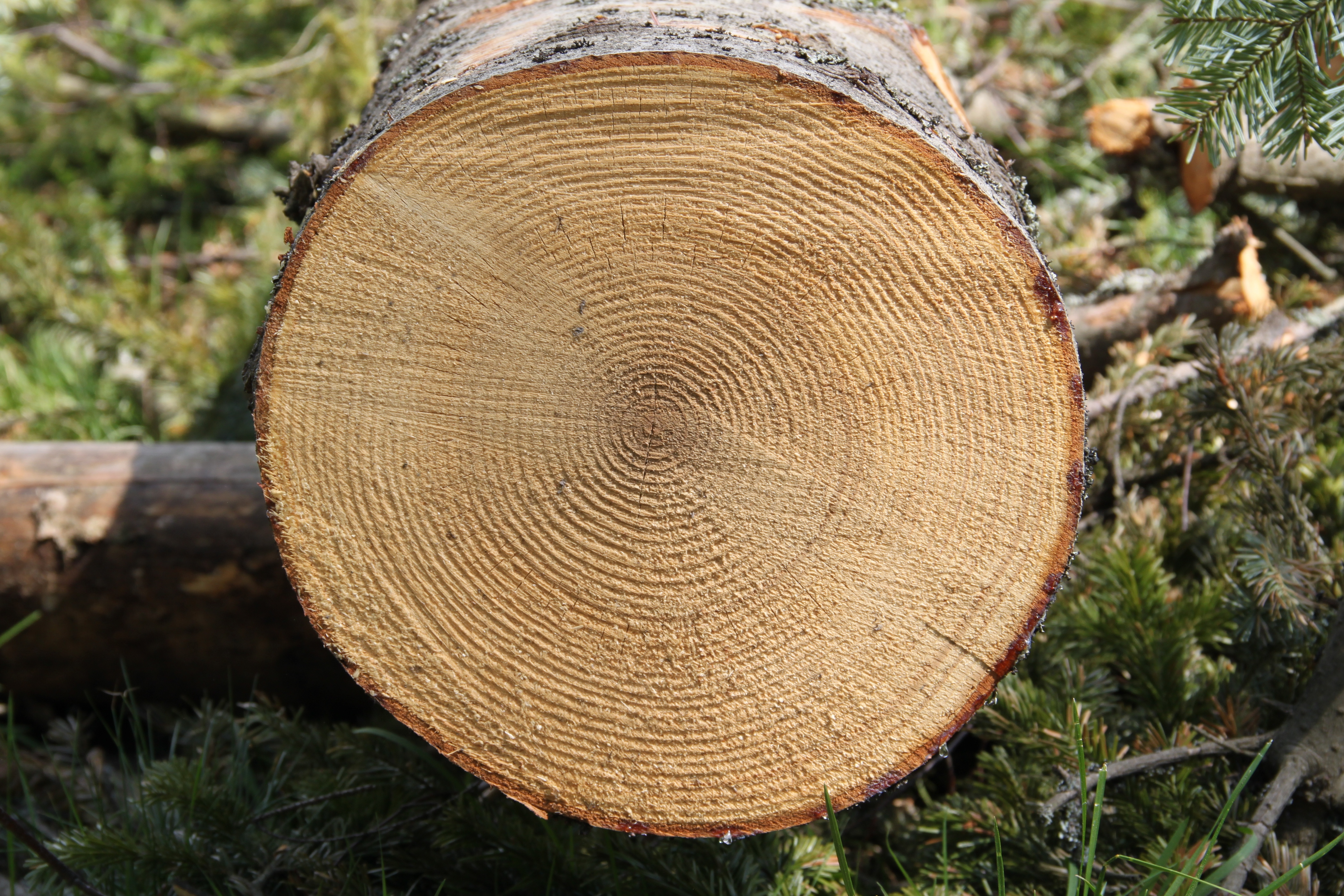
Древесина пихты белой

Древесина белая, без ядра, с желтоватым оттенком, без смоляных ходов, в сухом виде лёгкая, обладает малой прочностью и незначительной упругостью, легко колется и обрабатывается. Употребляется в строительстве (имеет самый низкий коэффициент теплопроводности среди других пород — 0,037 Вт/(м·K) — это в 4½ раза ниже чем у дуба, в 2½ ниже чем у кедра и сосны, и эквивалентно пенополистиролу и стекловате, — этим объясняется, что пихту употребляли для строительства своих срубных жилищ чайлыг и яйлыг коренные сибирские народы), целлюлозно-бумажной промышленности, столярном и мебельном производстве. Дрова и древесный уголь — низкого качества . 
Из коры получают пихтовый бальзам, из хвои — эфирное пихтовое масло.
Семена содержат до 30% жирных масел, пригодных для производства лаков. Во вздутиях на коре (желваках) содержится живица, называемая пихтовым, или канадским бальзамом, из которого получают скипидар, канифоль, медикаменты, лаки и клей, применяемый в оптической промышленности для склеивания линз (он имеет одинаковый со стёклами угол преломления лучей и не искажает изображения) и при приготовлении микропрепаратов .
Используется в озеленении. Из-за чувствительности к атмосферному загрязнению, пихта непригодна для разведения близ фабрик и заводов, вдоль автомагистралей и т. д. Пихтовые леса имеют климаторегулирующее, водорегулирующее, водоохранное и почвозащитное значение. В Сибири они представляют собой богатые охотничьи угодья.

## Таксономия
Abies Mill., The Gardeners Dictionary, ed. 4. 1754.

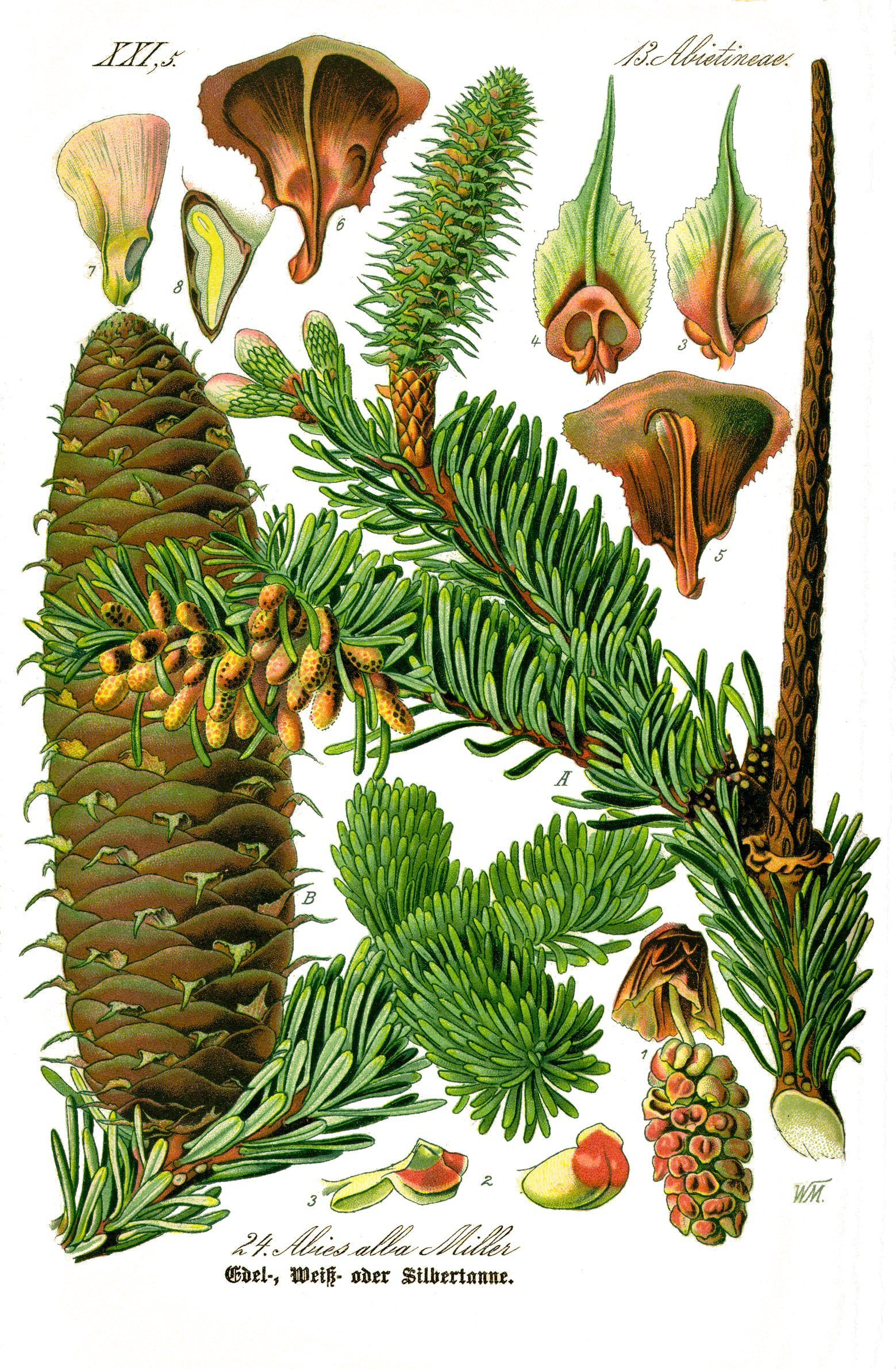
Пихта белая..

Первоначально Линней (1753) отнёс все пихты, ели и сосны к роду Pinus. Вскоре Миллер (1754) описал род Abies c типовым видом Abies alba. Позже различные авторы вводили для этой группы растений новые таксоны различных рангов: собственный порядок Abietales Koehne, 1893, семейство Abietaceae Bercht. et J.Presl, 1820, подсемейство Abietoideae Rich. ex Sweet, 1826, трибу Abieteae Rich. ex Dumort. 1827, и подтрибу Abietinae Eichler, 1887.
Последний раз систематику рода пересмотрел Keith Rushforth (1987) с обзором всех предыдущих классификаций, опубликовано Фарйон и Rushforth (1989), приведённая ниже классификация дана по обзору Фарйона (2017).

### Синонимы
- Peuce Rich., Ann. Mus. Hist. Nat. 16: 298. 1810.
- Picea D. Don ex Loudon, Arbor. Frutic. Brit. 4: 2329. 1838.

### Классификация рода
Род составляет около 60 видов, распределённых по десятку секций.
:
Секция Abies Miller (Центральная, Южная и Восточная Европа; Малая Азия):
- Abies alba Mill. typus[2] — Пихта белая
- Abies borisii-regis Mattf. — Пихта македонская
- Abies cephalonica Loudon — Пихта кефалинийская, или Пихта греческая
- Abies cilicica (Antoine & Kotschy) Carrière — Пихта киликийская
- Abies nebrodensis (Lojac.) Mattei — Пихта сицилийская
- Abies nordmanniana (Steven) Spach — Пихта Нордмана, или Пихта кавказская

Секция Amabilis (Matzenko) Farjon et Rushforth (Тихоокеанское побережье Северной Америки и Японии, высокогорье с большим количеством осадков):
- Abies amabilis (Douglas ex Loudon) J.Forbes typus — Пихта миловидная
- Abies mariesii Mast. — Пихта Мариса

Секция Balsamea Engelm. emend. Farjon et Rushforth (таёжные, северные и высокогорные районы Азии и Северной Америки): 

подсекция Laterales:
- Abies balsamea (L.) Mill. typus — Пихта бальзамическая
- Abies lasiocarpa (Hook.) Nutt. — Пихта шершавоплодная, или Пихта субальпийская [syn.  Abies bifolia A.Murray [21]]
- Abies sibirica Ledeb. — Пихта сибирская

подсекция Medianae:
- Abies gracilis Kom. — Пихта грациозная, или Пихта камчатская, или Пихта изящная, часть систематиков рассматривают этот вид как разновидность вида Пихта сахалинская: Abies sachalinensis Mast. var. gracilis (Kom.) Farjon, 1990
- Abies fraseri (Pursh) Poir. — Пихта Фразера
- Abies koreana E.H.Wilson — Пихта корейская
- Abies mayriana (Miyabe & Kudô) Miyabe & Kudô — Пихта Майра, часть систематиков рассматривают этот вид как разновидность вида Пихта сахалинская: Abies sachalinensis Mast. var. mayriana Miyabe & Kudô
- Abies nemorensis (Mayr) Miyabe & Kudô, часть систематиков рассматривают этот вид как разновидность вида Пихта сахалинская: Abies sachalinensis Mast. var. nemorensis Mayr
- Abies nephrolepis (Trautv.) Maxim. — Пихта белокорая, или Пихта почкочешуйная
- Abies sachalinensis (F.Schmidt) Mast. — Пихта сахалинская
- Abies veitchii Lindl. — Пихта Вича

Секция Bracteata Engelm. emend. Sarg. (Побережье Калифорнии):
- Abies bracteata (D.Don) Poit. typus — Пихта прелестная

Секция Grandis Engelm. emend. Farjon et Rushforth (западные районы Северной Америки вплоть до Мексики, Гватемалы, Гондураса и Сальвадора; равнина на севере, средние высоты на юге ареала):
- Abies concolor (Gordon & Glend.) Lindl. ex Hildebr. — Пихта одноцветная
- Abies durangensis Martínez — Пихта Дуранго
- Abies flinckii Rushforth[22]
- Abies grandis (Douglas ex D.Don) Lindl. typus — Пихта великая
- Abies guatemalensis Rehder — Пихта гватемальская
- Abies jaliscana (Martínez) Mantilla[22]

Секция Momi Franco (Восточная и Центральная Азия, Гималаи; в основном низкие и средние высоты):
подсекция Homolepides:
- Abies homolepis Siebold & Zucc. — Пихта равночешуйчатая
- Abies kawakamii (Hayata) Ito — Пихта Каваками
- Abies recurvata Mast. — Пихта изогнутолистная, или Пихта криволистная

подсекция Firmae:
- Abies beshanzuensis M.H.Wu
- Abies firma Siebold & Zucc. typus — Пихта твёрдая, или Пихта сильная

подсекция Holophyllae:
- Abies chensiensis Tiegh. — Пихта шэньсийская
- Abies holophylla Maxim. — Пихта цельнолистная
- Abies pindrow (Royle ex D.Don) Royle — Пихта гималайская, или Пихта западногималайская
- Abies ziyuanensis L.K.Fu & S.L.Mo

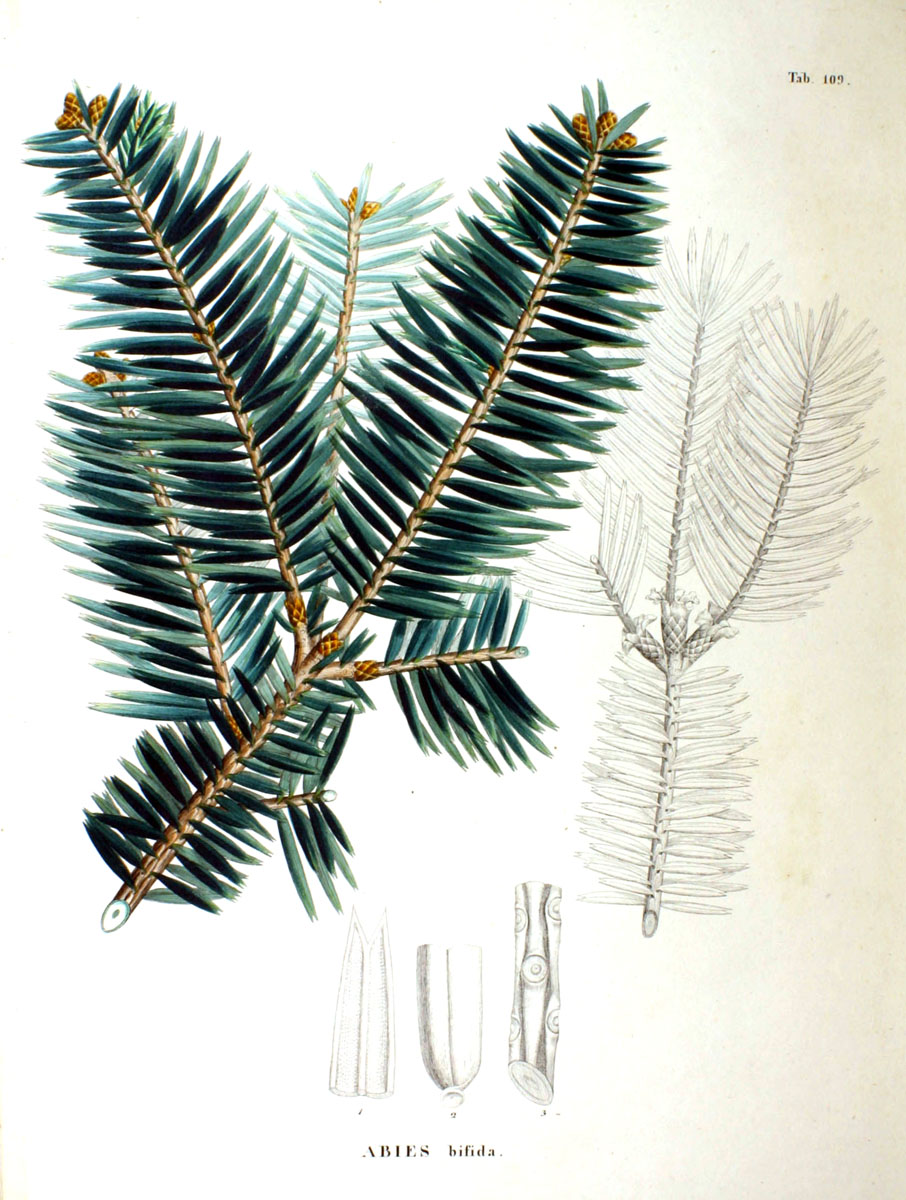
Пихта твёрдая (Abies firma). Ботаническая иллюстрация из книги Flora Japonica, Sectio Prima Зибольда и Цуккарини, 1870.

Секция Nobilis Engelm. (Запад США, высокогорье):
- Abies magnifica A.Murray — Пихта великолепная, или Пихта красивая
- Abies procera Rehder typus — Пихта благородная = [syn.  Abies nobilis (Douglas ex D.Don) Lindl.]

Секция Oiamel Franco (Мексика и частично Гватемала, высокогорье):
подсекция Religiosae:
- Abies religiosa (Kunth) Schltdl. & Cham. typus — Пихта священная, или Пихта мексиканская
- Abies vejarii Martínez

подсекция Hickelianae:
- Abies hickelii Flous & Gaussen — Пихта Гиккели
- Abies hidalgensis Debreczy

Секция Piceaster Spach emend. Farjon et Rushforth (Южная Испания, Сев.-Зап.Африка):
- Abies pinsapo Boiss. typus — Пихта испанская
- Abies numidica de Lannoy ex Carrière — Пихта алжирская, или Пихта нумидийская

Секция Pseudopicea Hickel emend. Farjon et Rushforth (Гималаи, высокогорье):
подсекция Delavayianae:
- Abies chengii Rushforth — Пихта Ченга, некоторые систематики рассматривают этот вид как разновидность вида Пихта Форреста: Abies forrestii var. forrestii Coltm.-Rog.[23]
- Abies delavayi Franch. — Пихта Делавэя
- Abies densa Griff. — Пихта густая
- Abies fabri (Mast.) Craib — Пихта Фабри
- Abies fanjingshanensis W.L.Huang, Y.L.Tu & S.Z.Fang
- Abies fargesii Franch. — Пихта Фаржа
- Abies forrestii Coltm.-Rog. — Пихта Форреста
- Abies spectabilis (D.Don) Spach typus — Пихта замечательная
- Abies yuanbaoshanensis Y.J.Lu & L.K.Fu

подсекция Squamatae:
- Abies squamata Mast. — Пихта чешуйчатая